# St. Martin (Stiefenhofen)

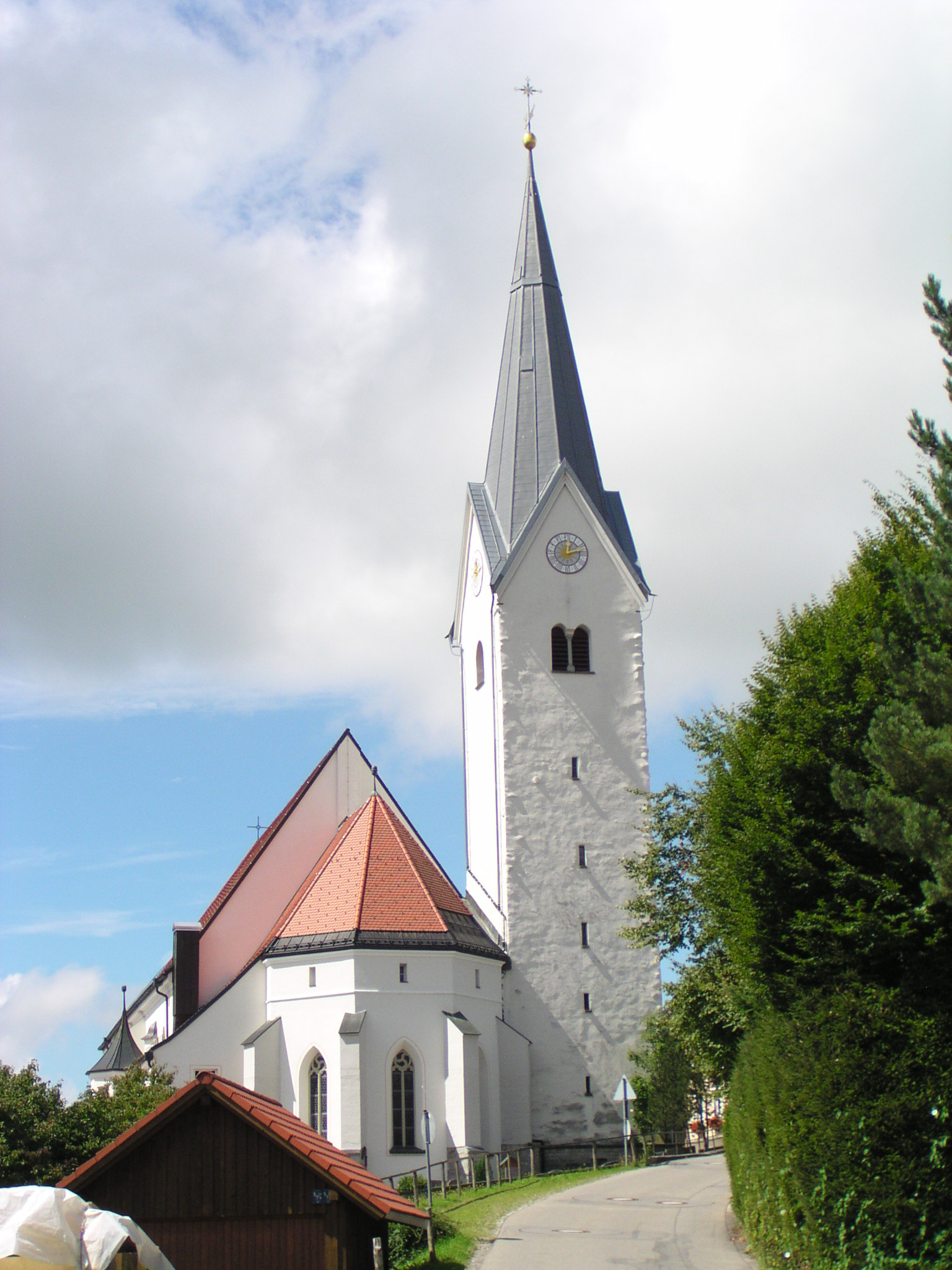
Pfarrkirche St. Martin in Stiefenhofen

Die Kirche St. Martin ist die römisch-katholische Pfarrkirche der Gemeinde Stiefenhofen im Allgäu im Landkreis Lindau (Bodensee). Kirchenpatron ist der Hl. Martin von Tours.

## Baugeschichte

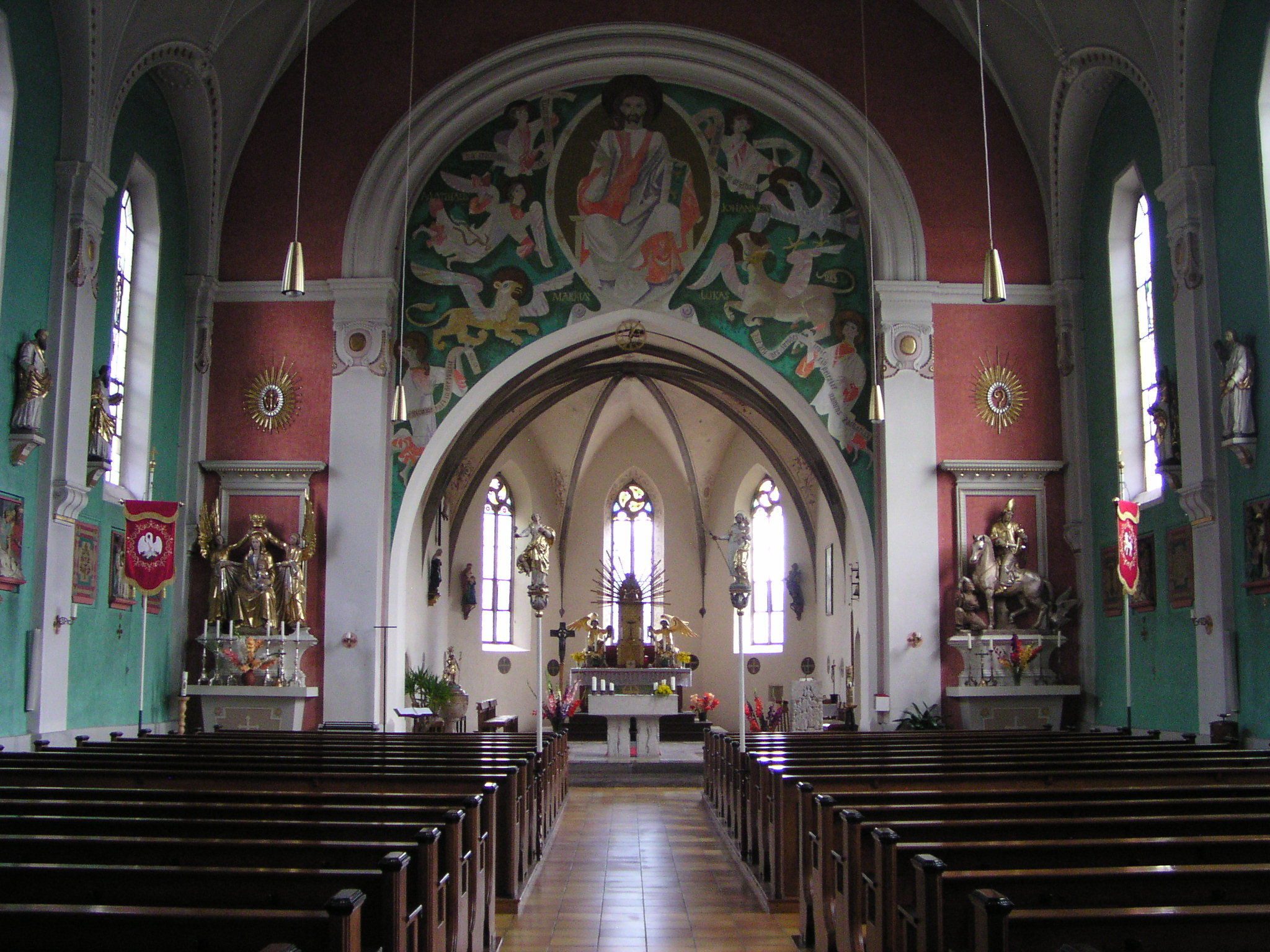
Blick in den Kirchenraum zum Hochaltar

Die ältesten heute noch erhaltenen Bauteile sind der 1476 urkundlich erwähnte Turm und der um 1500 errichtete Chorraum. Der Turm erhielt anstelle des ursprünglichen Satteldachs 1885 einen hohen Spitzhelm.
Das Kirchenschiff wurde 1911 abgebrochen, während der gotischen Chor erhalten blieb. An seiner Stelle entstand ein im Vergleich zum Vorgängerbau bedeutend größerer Neubau nach Plänen des Architekten Michael Kurz aus Augsburg. Die neue Kirche wurde am 6. Oktober 1912 durch Bischof Maximilian von Lingg geweiht. Ihre heutige farbliche Gestaltung des Innenraums erhielt die Kirche bei der Renovierung 1979–1982.

## Baubeschreibung und Ausstattung

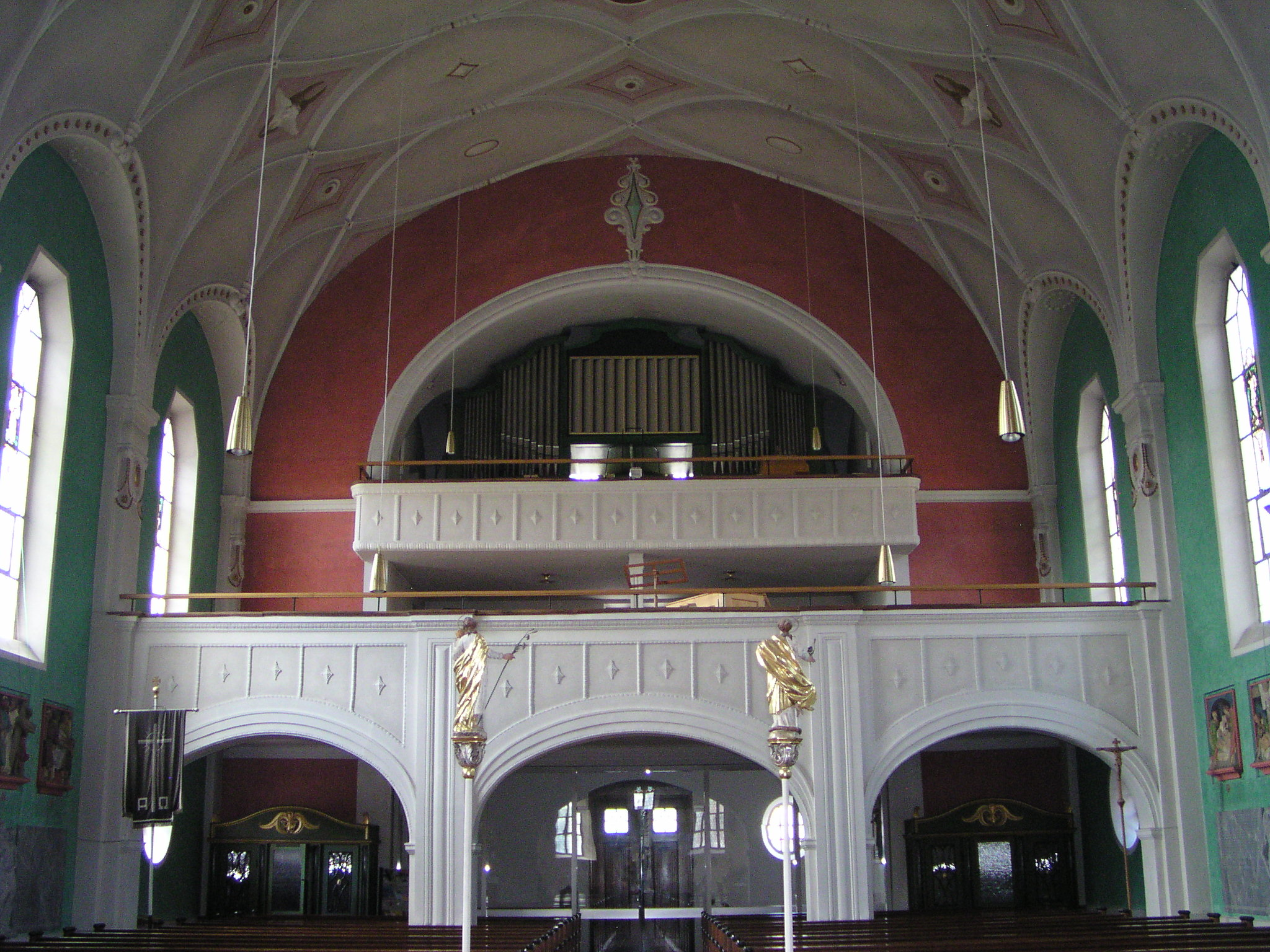
Innenraum, Blick zur Orgel

Die Kirche von Stiefenhofen ist eine Hallenkirche und eine der wenigen im Jugendstil erbauten Sakralbauten.
Die Altäre stammen von Bildhauer Ludwig Fuchs aus München, der Hochaltar von 1942, der Martinsaltar mit einer vergoldeten Skulptur des Hl. Martin zu Pferd, als Bischof gekleidet, von 1950. Die Skulpturengruppe des Marienaltars von 1951 ist die Darstellung einer Marienkrönung. Die Gruppe ist in Gold und Silber gefasst.
Das große Gemälde am Chorbogen zeigt Christus inmitten der vier Evangelisten mit ihren Evangelistensymbolen. Es stammt von Kunstmaler Franz Weiß aus Kempten und wurde 1979 fertiggestellt.
Die Malereien im Chorraum stammen aus der Zeit um 1500 und wurden 1982 wieder freigelegt. Erhalten ist ein Beichtstuhl mit grazilem Jugendstildekor und dekorativen Bleiverglasungen.
Die Kirchenfenster wurden von August Pacher entworfen und 1911 von der Hofglasmalerwerkstätte Bockhorni ausgeführt. Dargestellt sind in den verschiedenen Fenstern die Heiligen Notburga, Agatha, Petrus und Paulus, Barabara, Sebastian, Antonius von Padua und Wendelin sowie ein schützender Engel. Das Fenster über dem Südportal zeigt eine Weihnachtsdarstellung.
Die Kreuzwegstationen stammen aus dem Jahr 1918 und wurden von Christian Winker geschaffen.
Die Orgel stammt noch aus der Erbauungszeit der Kirche und wurde 1913 vom Unternehmen Gebrüder Hindelang gebaut. 1962 wurde die Orgel durch die Firma Hans Karl aus Aichstetten umgebaut und von 26 auf 28 Register erweitert.

## Glocken

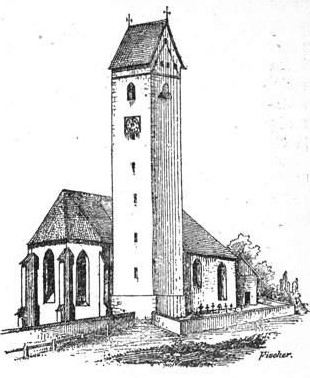
St. Martin im Jahr 1881

| Glocke | Name                   | Schlagton | Gewicht | Gießerei                                   | Gussjahr |
| ------ | ---------------------- | --------- | ------- | ------------------------------------------ | -------- |
| 1      | Pius und Christophorus | B°        | 3023 kg | Petit & Gebr. Edelbrock                    | 1949     |
| 2      | Martin                 | es′       | 1354 kg | Petit & Gebr. Edelbrock                    | 1949     |
| 3      | Rochus und Sebastian   | g′        | 0700 kg | Theodosius Ernst, Lindau                   | 1639     |
| 4      | Maria                  | b′        | 0525 kg | Johannes Ernst und Andreas Aporta, Bregenz | 1707     |
| 5      | Sterbeglocke           | es″       | 0190 kg | Glockengießerei Rudolf Perner, Passau      | 2006     |